# 叔虎
叔虎（？—前552年），名虎，即羊舌虎，中国春秋时期晋国的大夫，他是羊舌职的儿子，叔向的弟弟。叔向的母亲嫉妒叔虎的母亲美丽，不让她接近羊舌职。叔向兄弟就劝母亲。他母亲说，羊舌氏是晋国衰败的家族。她怕生下龙蛇来祸害家族。叔向母让步，结果生下叔虎。叔虎有勇力，他与栾盈交好。前552年，范宣子、士鞅父子诬陷栾盈谋反，羊舌氏受到牵连，伯华、叔向一度被下狱。叔虎被杀。